# Дацьків Теодор
Теодо́р Да́цьків  (*1888, с. Василів Рава-Руського повіту, Галичина — †23 червня 1956, Вінніпеґ) — український громадський діяч в Канаді.
Студіював право у Львівському університеті, закінчив Віденський університет. Під час 1-ї світової війни служив у австрійській армії. У грудні 1918 р. перейшов до УГА. Брав участь у наступі на Київ у серпні 1919. Емігрував 1923 до Канади, працював у іммігрантному бюро в Едмонтоні. Редактор тижневика «Наш поступ» (1923—1927), газета «Канадійський Фармер» (Вінніпеґ, 1932—1940). Співзасновник КУК (1940).